# 南バスターミナル (バンコク)
座標: 北緯13度46分49秒 東経100度25分23秒 / 北緯13.78028度 東経100.42306度

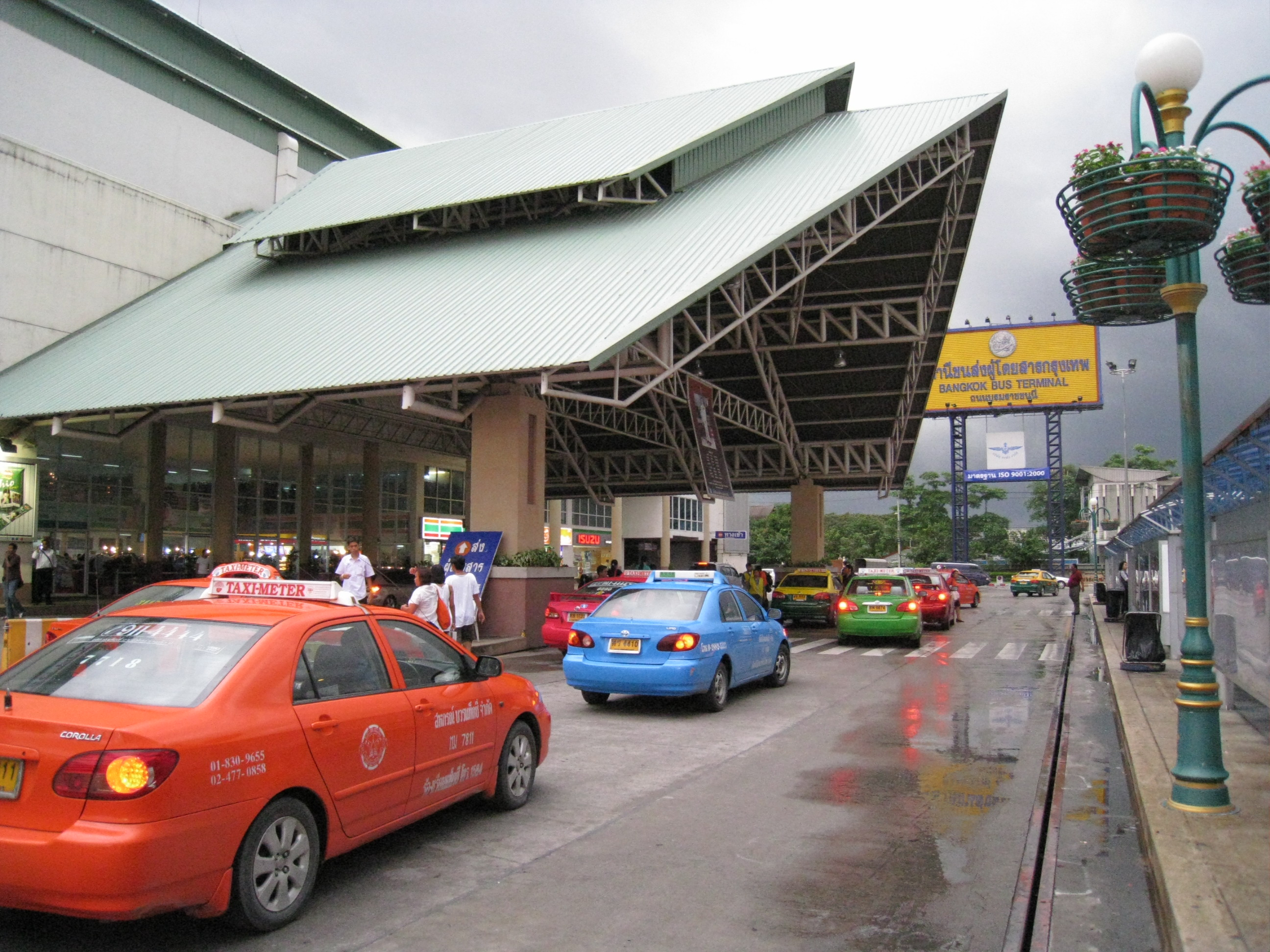
南バスターミナル前の道路

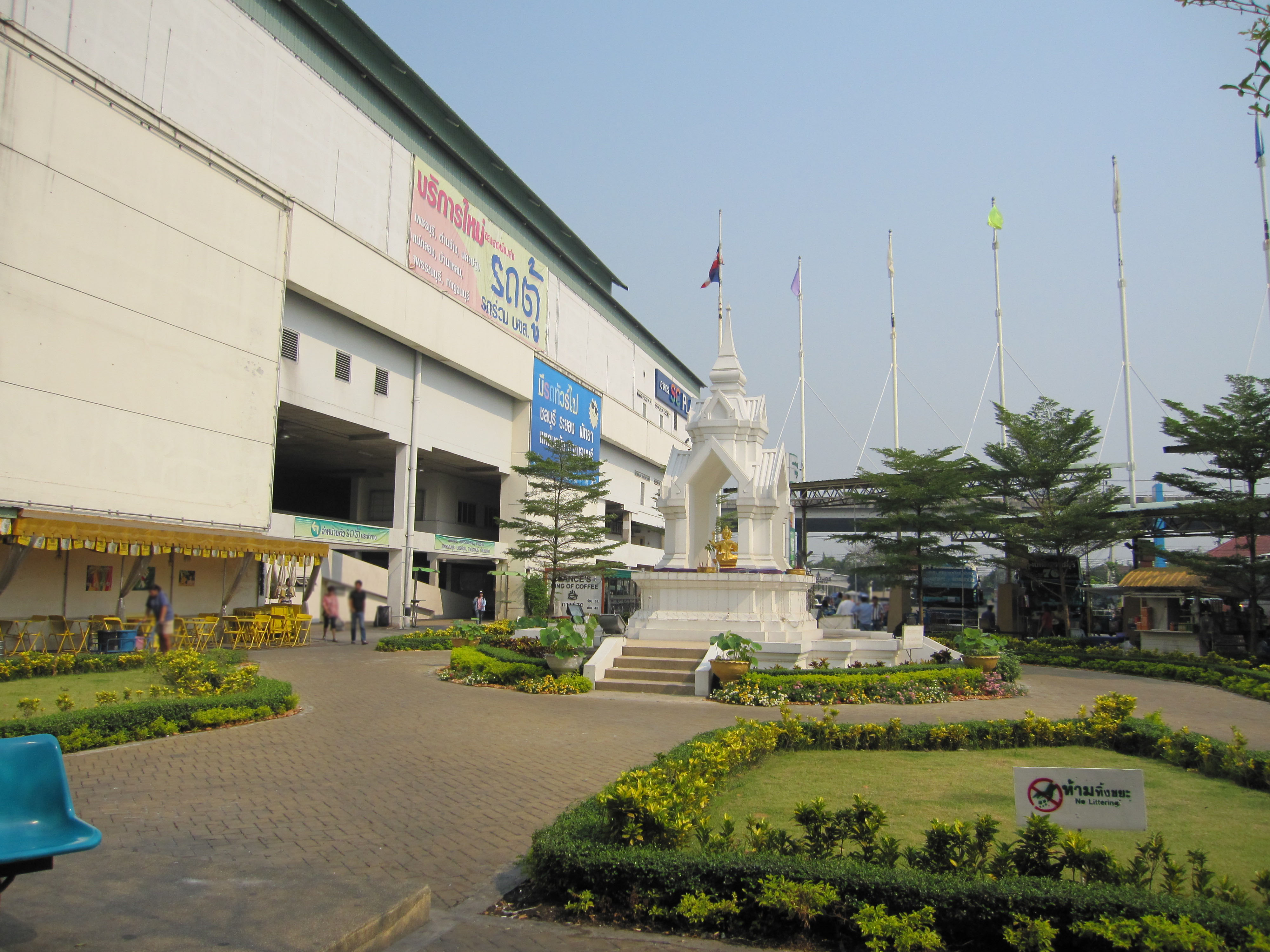
ターミナルの中にある広場

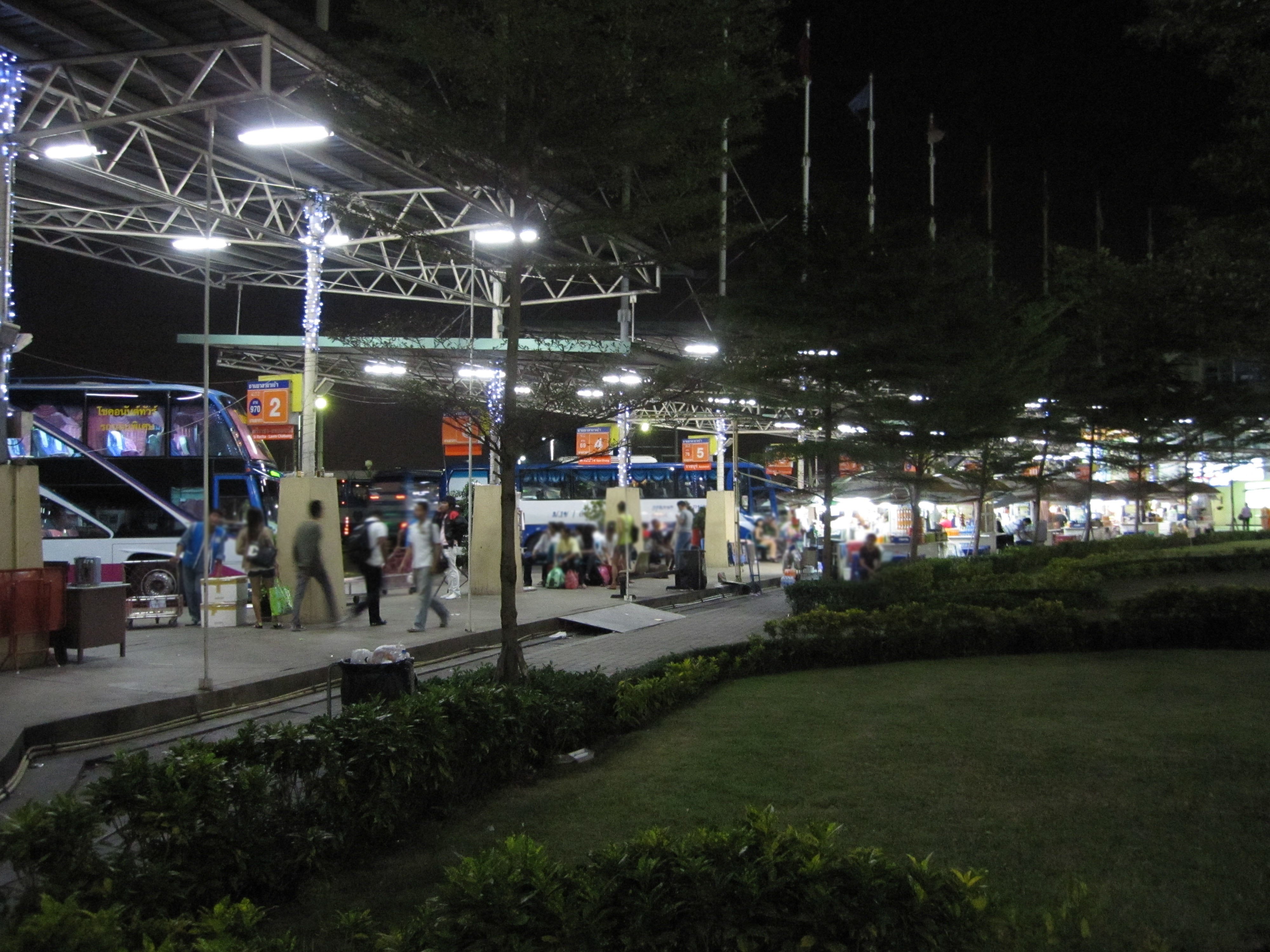
夜のバス発着場

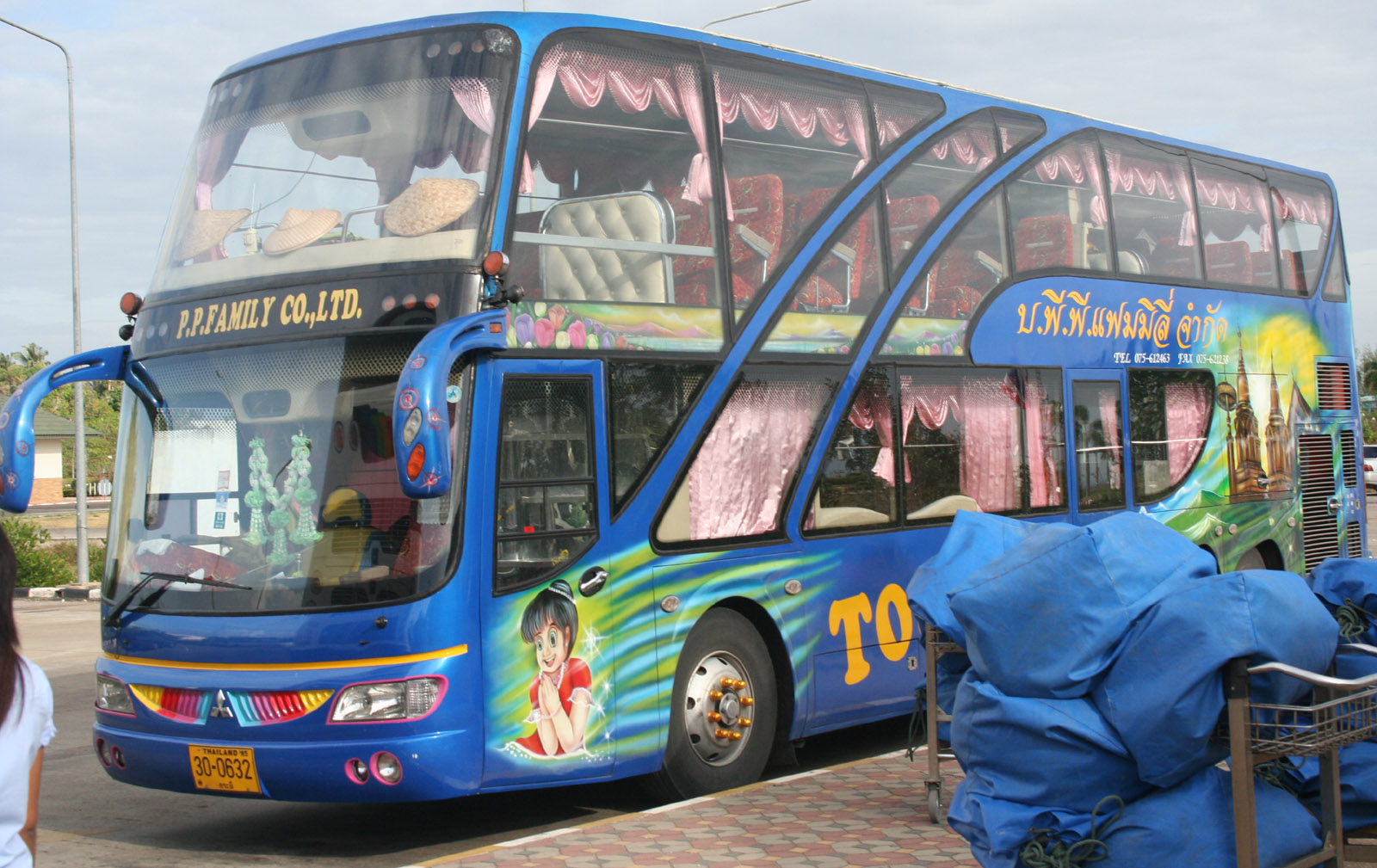
アンダマン海沿岸方面行き夜行バス

南バスターミナルまたはサーイ・ターイ・マイ（タイ語: สายใต้ใหม่）は、タイ王国のバンコク・タリンチャン区にあるバスターミナルである。

## 概要
2007年10月以前はピンクラオ地区に設置されていたが、移転・拡張に伴い、西に5kmほど離れたタリンチャン地区に移転した。旧バスターミナル跡地は長距離バスの操車場となっている。移転によりバンコク中心部からはさらに遠くなり、バスで1時間程かかる。
タイ南部はエリアが広く、路線数も多い。

## 目的地
- プーケット
- クラビー
- ハジャイ
- スラートターニー
- サムイ島
- サメット島
- フアヒン
- ナコーンパトム
- カンチャナブリー
- トラン
- ナコーンシータンマラート
- パッターニー
- パッタルン県
- パンガー県
- サトゥーン県
- ヤラー県
- ラノーン県
- パッターニー県
- サムットソンクラーム県
  - メークローン

## 乗り入れているバス会社
- 公共輸送公社

## その他
- 東バスターミナル
- 北バスターミナル